# Nintendo System Development
A Nintendo System Development Division (任天堂システム開発本部, Nintendō Shisutemu Kaihatsu Honbu), comumente abreviada como Nintendo SDD, foi uma divisão dentro da desenvolvedora japonesa de jogos eletrônicos Nintendo, que era responsável pelo criação de kits de desenvolvimento de software, periféricos para os consoles da empresa e outras tecnologias. Ela foi criada em 1997 a partir de uma equipe da Nintendo Research & Development 2 e manteve-se ativa até setembro de 2015, quando foi fundida com a Nintendo Integrated Research & Development para formar a Nintendo Platform Technology Development.
A divisão teve diversos nomes durante sua existência; ela foi fundada como Nintendo Special Planning & Development, sendo renomeada em 2008 para Nintendo Network Service Development, em 2011 para Nintendo Network Business & Development e em 2013 para Nintendo System Development. Desde meados da década de 2000 a divisão também possuía duas subdivisões: a Network Operations & Development responsável pelos serviços da Nintendo Network em cooperação com a Nintendo Network Service Database; e a Environment Development Department encarregada infraestruturas online e ferramentas de middleware.